# Жуковаровка
Жуковаровка — упраздненная в 1972 году деревня в Увельском районе Челябинской области России. На году упразднения входила в Хомутининский сельсовет. В XXI веке — урочище на территории Хомутининского сельского поселения.

## География
Находилась на северо-востоке района на границе с Еткульским районом, недалеко от озера Дуванкуль и села Хомутинино, центра сельсовета.

## Топоним
Первоначальное название Петропавловка, в честь святых Петра и Павла и православного церковного праздника Петрова дня.
На картах также упоминается как Жуковаров

## История
Основана в 1837 году.
С 1924 года входила в Кичигинский сельский совет. В 1929 году в деревне был организован колхоз им. В. И. Ленина.
После 1930 года в деревне были организованы колхозы «Путь к социализму» и «Путь Ильича».
В 1968 году включена в состав Хомутининского сельского совета.
В 1972 году была исключена из учётных данных в связи в выездом населения.
В 2018 году на месте деревни был поставлен памятный знак.

## Население
В 1970 году население составило 94 человека.

## Транспорт
Деревня стояла на пересечении просёлочных дорог.